# Körung
Körung ist die Auswahl von geeigneten Tieren für die Zucht durch sachkundige Richter. Bei verschiedenen Arten von Haustieren, beispielsweise Pferden, Rindern, Schweinen oder Ziegen, müssen die Vatertiere gekört werden, bevor sie zur Zucht zugelassen werden. Den Vorgang regeln einerseits die Vorschriften von Zuchtverbänden und andererseits Gesetze.

## Allgemeines
Etymologisch leitet sich der Begriff von der niederdeutschen Form des Kürens, der Kür ab. Voraussetzung zur Teilnahme an einer Körung ist, dass die Vorfahren anhand eines Zuchtbuchs über mehrere Generationen bekannt sind und keine gesundheitlichen Probleme vorliegen, die die Tauglichkeit als Zuchttier einschränken. Gekört werden dürfen nur Tiere, die dem jeweiligen Rassestandard entsprechen oder – bei Fremdeinkreuzungen – dem Zuchtziel der zu verbessernden Rasse entsprechen oder jedenfalls näherkommen als die vorhandenen Exemplare der Zielrasse.
Ob ein Tier zur Körung vorgestellt wird, entscheidet dessen Besitzer. Bei manchen Tierarten dürfen nicht gekörte Tiere nicht zur Zucht mit Tieren anderer Besitzer verwendet werden.
Da der Umgang mit unkastrierten männlichen Tieren bei manchen Tierarten schwierig und eine tiergerechte Haltung entsprechend aufwendig ist (Rinder, Pferde), bestand früher die Auflage, nichtgekörte männliche Tiere ab einem bestimmten Alter zu kastrieren. Gekörte männliche Tiere werden je nach Tierart als Zuchthengst (Pferd), Zuchtbulle (Rind), Zuchteber (Schwein), Zuchtrüde (Hund), weibliche als Zuchtsau (Schwein) bzw. Zuchthenne (Huhn) bezeichnet.

## Pferde

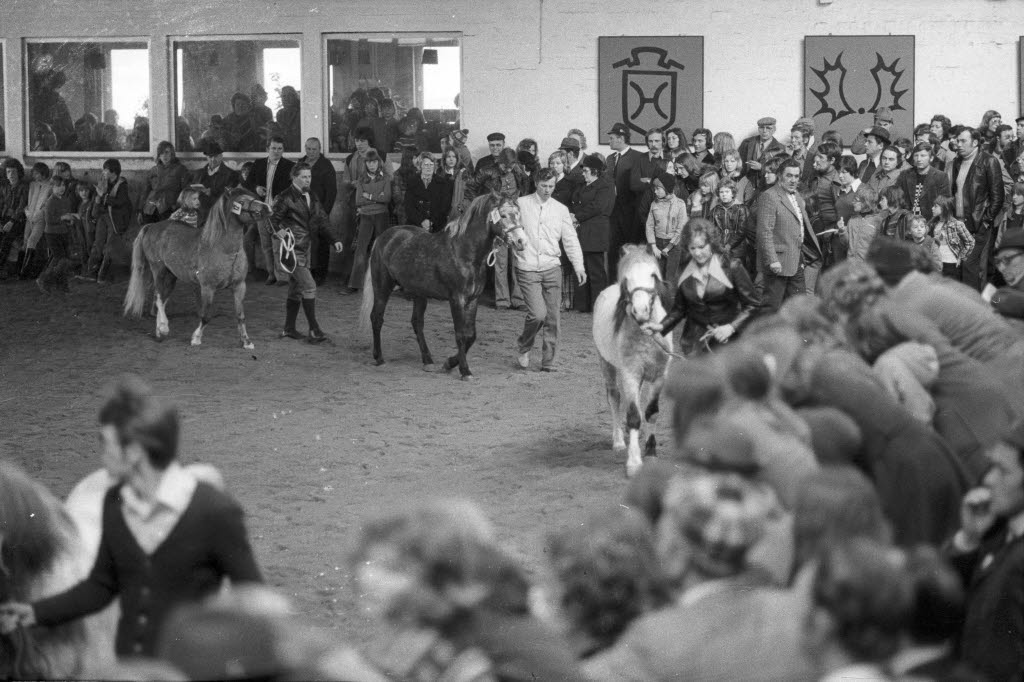
Nachkörung einiger Ponys und Kleinpferde in einer Reitsportanlage in Kiel (1975)

Mit dem Begriff Körung wird in der Pferdewelt sowohl die Körung eines Einzeltieres, als auch die Veranstaltung, in deren Rahmen Hengste gekört werden, bezeichnet.
Im Brandenburgischen Haupt- und Landgestüt Neustadt/Dosse wird die Körung beispielsweise bei einer Veranstaltung namens Schaufenster der Besten im Herbst durchgeführt. Im Anschluss findet im Rahmen der Veranstaltung eine Hengstauktion statt.

### Bedeutung
Soll ein Hengst zur Zucht eingesetzt werden, so ist der erste Schritt die Körung, die als Auswahl zur Hengstleistungsprüfung dient. Erst mit erfolgreich abgelegter Hengstleistungsprüfung kann ein Hengst als Zuchthengst oder Beschäler in das Hengstbuch I der jeweiligen Rasse eingetragen werden. Diese Eintragung behält der Hengst dann lebenslang und ist als Zuchthengst nutzbar.

### Voraussetzungen
Das Mindestalter für die Körung beträgt bei den meisten Zuchtverbänden zwei Jahre. Die Abstammung des Körungsanwärters muss mit Zuchtpapieren nachgewiesen werden, und seine Vorfahren müssen im Stutbuch über mehrere Generationen dokumentiert sein.
Zur Körung gehört auch die Feststellung der Gesundheit und Zuchttauglichkeit. Sie erfolgt mittels einer tierärztlichen Untersuchung, die unter anderem klinische Untersuchungen des Allgemeinzustandes, des Exterieurs, des Gebisses, der Augen, von Herz und Lunge, des Nervensystems, der äußeren Geschlechtsorgane (Hoden) und des Bewegungsapparates sowie eine röntgenologische Untersuchung der Zehen und Sprung- und Kniegelenke umfasst. Bei bestimmten Befunden (beispielsweise Über- oder Unterbiss, Hodenanomalien wie Kryptorchismus, Kehlkopflähmung) ist der Hengst nicht körfähig.
Nicht zugelassen werden Hengste, denen unerlaubte Substanzen verabreicht wurden oder an denen verbotene Manipulationen durchgeführt wurden, um die Leistung zu beeinflussen. Eine Körentscheidung muss zurückgenommen werden, wenn eine Voraussetzung für ihre Erteilung nicht vorgelegen hat oder nachträglich weggefallen ist.

### Vorgehen
Die verschiedenen Zuchtverbände veranstalten alljährlich Körungen und Nachkörungen. Die Körung erfolgt als Sammelveranstaltung, um den Richtern den Vergleich zwischen ausreichend vielen Hengsten zu ermöglichen.
Bei der Körung werden die im Zuchtprogramm festgelegten Rassemerkmale von der Körungskommission, die aus Richtern zusammengesetzt ist, bewertet. Die Hengste werden bei der Körung auf festem Boden in einer Dreiecksbahn im Stand, Schritt und Trab an der Hand gemustert, wobei Korrektheit des Körperbaus, Raumgriff und Schwung der Gangarten beurteilt werden. Meistens findet auch noch ein Freilaufen und Freispringen statt, wobei vor allem die Sprungtechnik und nicht die überwundene Höhe beurteilt wird. Ältere Hengste werden je nach Rasse bzw. Zuchtverband unter dem Sattel vorgestellt.
Die Körentscheidung lautet „gekört“, „nicht gekört“ oder „vorläufig nicht gekört“. Vorläufig nicht gekörte Hengste können erneut zur Körung vorgestellt werden.
Nach der Körung veranstalten die meisten Zuchtverbände noch Nachkörungen, bei denen noch nicht gekörte Hengste vorgestellt werden können. Hengste können für mehrere Zuchtgebiete gekört werden und so überregional eingesetzt werden. Deshalb werden bei den Nachkörungen überwiegend Hengste vorgestellt, die bereits für ein anderes Zuchtgebiet gekört sind.

## Hunde
Auch in der Hundezucht werden Rassehunde gekört. Anders als bei landwirtschaftlichen Nutztieren ist die Zulassung zur Zucht bei Hunden nicht vom deutschen Tierzuchtgesetz geregelt, sondern ergibt sich aus den Regularien der Zuchtverbände für die verschiedenen Rassen. In der Regel wird auch bei Hunden gefordert, dass für ein anerkanntes Zuchttier der Nachweis der Vorfahren über mehrere Generationen – bei Hunden landläufig „Papiere“ genannt – vorliegt und keine gesundheitlichen Beeinträchtigungen vorliegen, welche die Tauglichkeit für die Zucht einschränken. Für bestimmte Rassen liegen Klassifizierungsvorschriften für bei der jeweiligen Rasse gehäuft auftretende Krankheiten vor, für die beim Zuchthund ein Ausschluss oder ein hinreichend niedriger Index gegeben sein muss. Die verbandliche Zulassung eines Hundes (Rüden wie Hündinnen) zur Zucht kann die erfolgreiche Teilnahme an Hundeausstellungen voraussetzen oder von dieser begünstigt werden. Durch derartige Auszeichnungen wird in der Regel die Beliebtheit und der Wert eines Zuchthundes gesteigert.

## Bienen
In der Bienenzucht können Bienenvölker gekört werden, entweder zur Zucht von Königinnen (Zuchtvolk) oder zur Zucht von Drohnen (Drohnenvolk).